# Northamptonshire (circonscription du Parlement européen)
Avant l’adoption uniforme de la représentation proportionnelle en 1999, le Royaume-Uni utilisait le système uninominal à un tour pour les élections européennes en Angleterre, en Écosse et au pays de Galles. Les conscriptions du Parlement européen utilisées dans ce système étaient plus petites que les circonscriptions régionales les plus récentes et ne comptaient chacune qu'un seul membre au Parlement européen.
La circonscription de Northamptonshire en faisait partie.
De 1979 à 1984, il se composait des circonscriptions parlementaires du Parlement de Westminster de Aylesbury, Buckingham, Daventry, Harborough, Kettering, Northampton North, Northampton South.
De 1984 à 1994, il se composait des circonscriptions parlementaires du Parlement de Westminster de Blaby, Corby, Daventry, Harborough, Kettering, Northampton North, Northampton South, Wellingborough.

## Membre du Parlement européen
| Élection                    | Élection | Portrait | Membre         | Parti        |
| --------------------------- | -------- | -------- | -------------- | ------------ |
|                             | 1979     |          | A.M.H. Simpson | Conservateur |
| 1994 circonscription abolie |          |          |                |              |

## Résultats des élections
Les candidats élus sont indiqués en gras.
| Parti         | Parti                                  | Candidat       | Voix    | %    | ± |
| ------------- | -------------------------------------- | -------------- | ------- | ---- | - |
|               | Conservateur                           | A.M.H. Simpson | 103,638 | 59,6 | ' |
|               | Travailliste                           | A. Gordon      | 47,029  | 27,1 |   |
|               | Liberal                                | S.B. Crooks    | 23,134  | 13,3 |   |
| Majorité      | Majorité                               | Majorité       | 56,609  | 32,5 |   |
| Participation | Participation                          | Participation  | 173,801 |      |   |
|               | Conservateur vainqueur (nouveau siège) |                |         |      |   |

| Parti         | Parti                | Candidat             | Voix    | %    | ±     |
| ------------- | -------------------- | -------------------- | ------- | ---- | ----- |
|               | Conservateur         | A.M.H. Simpson       | 88,668  | 49,7 | -9.9  |
|               | Travailliste         | J. Dickie            | 48,809  | 27,4 | +0.3  |
|               | Social Démocratique  | C.M. Goodhart        | 37,421  | 21,0 | +7.7  |
|               | Independent Ecology  | A.T. Bryant          | 3,330   | 1,9  | New   |
| Majorité      | Majorité             | Majorité             | 39,859  | 22,3 | -10.2 |
| Participation | Participation        | Participation        | 178,228 |      |       |
|               | Conservateur retenir | Conservateur retenir | Swing   | -9.9 |       |

| Parti         | Parti                | Candidat             | Voix    | %    | ±     |
| ------------- | -------------------- | -------------------- | ------- | ---- | ----- |
|               | Conservateur         | A.M.H. Simpson       | 86,695  | 41,8 | -7.9  |
|               | Travailliste         | M.A. Coyne           | 66,248  | 31,9 | +4.5  |
|               | Green                | A.T. Bryant          | 43,071  | 20,7 | New   |
|               | SLD                  | R.W. Church          | 11,619  | 5,6  | -15.4 |
| Majorité      | Majorité             | Majorité             | 20,447  | 9,9  | -12.4 |
| Participation | Participation        | Participation        | 207,633 |      |       |
|               | Conservateur retenir | Conservateur retenir | Swing   | -7.9 |       |